# Boris Vallejo
Boris Vallejo (Lima, 8 gennaio 1941) è un illustratore e pittore peruviano naturalizzato statunitense.

## Biografia
Talento precocissimo, Boris Vallejo ha iniziato a dipingere a 13 anni. Nel 1964 si è trasferito negli Stati Uniti d'America, per frequentare la National School of Fine Art.
Partendo da schizzi a matita e inchiostro, Boris Vallejo ha realizzato i suoi quadri a olio. Si è però fatto un nome soprattutto come autore di illustrazioni per calendari e albi a fumetti. Nella sua produzione sono ricorrenti le rappresentazioni di dei, eroi e guerrieri, sia maschi che femmine, cui egli immancabilmente conferisce un tocco sensuale: a volte sono figure celebri delle mitologie antiche e della letteratura medievale o moderna, altre volte personaggi anonimi. Portano la sua firma anche molti manifesti cinematografici, tra cui quelli di Barbarella, L'Impero colpisce ancora, National Lampoon's Vacation. Nel 1990 Vallejo ha disegnato la copertina del videogioco Swords and Serpents. Ha inoltre realizzato campagne pubblicitarie per importanti aziende come Nike, Coca-Cola e Toyota.

## Vita privata
Vallejo vive negli USA, ad Allentown, con la seconda moglie, la texana Julie Bell, dapprima sua modella e in seguito sua collega; i coniugi condividono lo stesso sito ufficiale sul web. Ha due figli, nati entrambi dal precedente matrimonio: Dorian, pittore ritrattista, e Maya, fotografa.